# Guillaume Eder
Pour les articles homonymes, voir Guillaume Eder (mort en 1431/1432).
Guillaume Eder  (né au château de Beaumanoir en Le Leslay, mort le 24 mai 1546) est un ecclésiastique breton qui fut abbé commendataire et évêque de Cornouaille  de 1540 à sa mort.

## Biographie
Guillaume Eder ou Éder appartient à la noble famille Eder, seigneur de la Haye-Eder près de Missillac, connue depuis Guillaume Eder souscripteur du Traité de Guérande  le 12 avril 1365 dont le fils un autre Guillaume Eder fut évêque de Saint-Brieuc en 1428. Guillaume Eder est le fils de Robert Eder seigneur de la Haye-Eder, de l'Ongle, de Beaumanoir et de la Motte-Ysar et de son épouse Mauricette de Penmarc'h. Son frère ainé René Eder est le père du célèbre Guy Éder de La Fontenelle
Guillaume Eder est pourvu en commende dès 1532 de l'abbaye de Saint-Gildas-des-Bois puis de Notre-Dame de Boquen dans le diocèse de Saint-Brieuc le 14 mai 1538. Chanoine du chapitre et chantre de la cathédrale de Nantes, il devient le 8 août 1539 le coadjuteur de l'évêque incapable Claude de Rohan.
Il lui succède à l'évêché de Cornouaille en juillet 1540 et il est consacré dans la chapelle du château de Goulaine  le 25 décembre 1541 et prend possession de son diocèse le 29 avril 1543. Dans son testament du  22 mai 1546, il demande la célébration d'une messe annuelle en sa mémoire et meurt deux jours plus tard.

## Héraldique
Ses armoiries sont : de gueules à la fasce d'argent accompagné de trois quintefeuilles de même[réf. nécessaire].

## Liens
- Ressource relative à la religion :   - Catholic Hierarchy